# 普亞特尼察
49°33′37″N 22°49′16″E / 49.56028°N 22.82111°E
普亞特尼察（烏克蘭語：П'ятниця），是烏克蘭西部利沃夫州桑比爾區多布罗米尔市镇的村庄。面積1.18平方公里，海拔高度305米，2015年人口710，人口密度每平方公里603.23人。